# Semaine de l'Environnement
La semaine de l'Environnement est un festival qui sensibilise le public autour des questions environnementales. Il se tient chaque année au mois de mars dans plusieurs villes universitaires françaises.

## Présentation
Au travers de tables rondes, conférences, projections de films et forums, le débat est ouvert entre les participants et intervenants.
La première édition de ce festival a eu lieu à Rennes en 2004 et chaque année, des associations étudiantes de toute la France rejoignent cette démarche.
En 2011, on compte 11 villes universitaires qui participent à ce projet : Rennes, Tours, Dijon, Montpellier, Avignon, Perpignan, Pau, Toulouse, Nantes, Strasbourg et Grenoble.
Le festival repose entièrement sur l'implication associative de ces étudiants de toute la France 
regroupés sous la forme d'un réseau associatif nommé le GRAPPE.
Le petit festival rennais d'il y a quelques années a pris peu à peu une identité nationale.

## Historique
Ce festival a vu le jour à l'initiative d'étudiants soucieux de participer à la protection de l'environnement. C'est une manifestation qui a pour but d'informer, de sensibiliser et de mobiliser en premier lieu les étudiants mais également le grand public sur les notions d'écologie, de biodiversité, de changement climatique, d'empreinte écologique, d'agriculture biologique...
En 1998, la Semaine de l'écologie a lieu sur le campus de Rennes 1 à l'initiative de l'association étudiante Ar Vuhez (association étudiante de sensibilisation à l'environnement).
En 2004, se déroule la première Semaine de l'Environnement, basée sur le campus de Rennes 1 uniquement. En 2005, la semaine se déroule sur tous les campus de Rennes ainsi qu'à Pau. En 2007, Montpellier et Tours se joignent à la manifestation.
En octobre 2007, la Semaine de l'Environnement de Rennes reçoit le Prix d'initiative étudiante 2006, décerné par Animafac (Réseau des associations étudiantes de France). 
En novembre 2007, le réseau GRAPPE (GRoupement d'Associations Porteuses de Projets en Environnement) et la charte "Semaine de l'Environnement" sont créés. En 2008, Dijon rejoint l'évènement. 
Pendant l'année 2008, les villes de  Strasbourg, Toulouse, Perpignan et Avignon rejoignent le réseau et préparent leur Semaine de l'Environnement 2009.
En 2010, sur l'initiative du Collectif SEMO (regroupement d’associations étudiantes de l’ISARA-Lyon), la ville de Lyon rejoint le GRAPPE pour préparer la Semaine de l'Environnement 2011.
En 2019, l'association "les Kippers de la planète" organise la première semaine de l'environnement à Boulogne-sur-Mer. 
En 2025, elle organise la 4e édition.